# Суловець
Суловець (пол. Sułowiec) — село в Польщі, у гміні Сулув Замойського повіту Люблінського воєводства.
Населення — 318 осіб (2011).
У 1975-1998 роках село належало до Замойського воєводства.

## Демографія
Демографічна структура станом на 31 березня 2011 року:
|          | Загалом | Допрацездатний вік | Працездатний вік | Постпрацездатний вік |
| -------- | ------- | ------------------ | ---------------- | -------------------- |
| Чоловіки | 162     | 34                 | 91               | 37                   |
| Жінки    | 156     | 24                 | 72               | 60                   |
| Разом    | 318     | 58                 | 163              | 97                   |